# Diocese de San Cristóbal de Las Casas
A Diocese de San Cristóbal de Las Casas (Diœcesis Sancti Christophori de las Casas) é uma diocese da Igreja Católica Romana sufragânea da Arquidiocese de Tuxtla Gutiérrez, localizada em San Cristóbal de las Casas, no México. Seu atual bispo é Dom Rodrigo Aguilar Martínez e sua Sé é a Catedral de São Cristóvão. Foi fundada em 19 de março de 1539 pelo Papa Paulo III. Com uma população católica de 1,647,915 habitantes, sendo 67.1% da população total, possui 57 paróquias com dados de 2020.

## História
A Diocese de Chiapas (ou de Ciudad Real del Chiapas) foi erigida em 19 de março de 1539 com a Bula Inter multiplices do Papa Paulo III, extraindo o território da diocese de Antequera (hoje arquidiocese). Originalmente era sufragânea da Arquidiocese de Sevilha.
Em 12 de fevereiro de 1546 passou a fazer parte da província eclesiástica da Arquidiocese da Cidade do México. Depois que os primeiros espanhóis se estabeleceram lá em 1541, os bispos de Chiapas exerceram sua jurisdição sobre Yucatán por proximidade, até a ereção da diocese de Yucatán (agora arquidiocese) em 19 de novembro de 1561. Em 16 de dezembro de 1743, tornou-se sufragânea da Arquidiocese de Santiago de Guatemala, mas com a bula Dominico gregi do Papa Gregório XVI, em 25 de abril de 1837, foi devolvida à jurisdição metropolitana da arquidiocese da Cidade do México. Em 23 de junho de 1891, tornou-se parte da província eclesiástica da Arquidiocese de Antequera. Em 19 de junho de 1957, ele cedeu uma parte de seu território para o benefício da ereção da Diocese de Tapachula. Em 27 de outubro 1964, ele cedeu uma parte de seu território para o benefício da ereção da diocese de Tuxtla Gutiérrez (atualmente arquidiocese) e assume seu atual nome.
Em 25 de novembro de 2006, ingressou na província eclesiástica da Arquidiocese de Tuxtla Gutiérrez. Em 15 de fevereiro de 2016 a diocese recebeu a visita pastoral do Papa Francisco.

## Lista de bispos
A seguir uma lista de bispos desde a criação da diocese em 1539.
|        | Nome                                            | Período      | Notas                    |
| Bispos | Bispos                                          | Bispos       | Bispos                   |
| ------ | ----------------------------------------------- | ------------ | ------------------------ |
| 45º    | Rodrigo Aguilar Martínez                        | 2017 - atual |                          |
| 44º    | Felipe Arizmendi Esquivel                       | 2000 - 2017  |                          |
| 43º    | Samuel Ruiz                                     | 1959 - 2000  |                          |
| 42º    | Lucio Torreblanca                               | 1944 - 1959  |                          |
| 41º    | Gerardo Anaya y Diez de Bonilla                 | 1920 - 1941  | Sede vacante (1941-1944) |
| 40º    | Maximino Ruiz y Flores                          | 1913 - 1920  |                          |
| 39º    | José Francisco Orozco y Jiménez                 | 1902 - 1912  |                          |
| 38º    | Miguel Mariano Luque y Ayerdi                   | 1884 - 1901  |                          |
| 37º    | Ramón María de San José Moreno                  | 1879 - 1882  | Sede vacante (1882-1884) |
| 36º    | Ramón María de San José Moreno                  | 1879 - 1882  | Sede vacante (1882-1884) |
| 35º    | Germán de Ascensión Villalvazo y Rodríguez      | 1869 - 1879  |                          |
| 34º    | Carlos Manuel Ladrón de Guevara                 | 1863 - 1869  |                          |
| 33º    | Carlos María Colina y Rubio                     | 1854 - 1882  |                          |
| 32º    | José María Luciano Becerra y Jiménez            | 1839 - 1852  |                          |
| 31º    | Luis García Guillén                             | 1831 - 1834  |                          |
| 30º    | Salvador de Sanmartín y Cuevas                  | 1816 - 1821  |                          |
| 29º    | Andrés Ambrosio de Llanos y Valdés              | 1801 - 1815  |                          |
| 28º    | Fermín José Fuero y Gómez Martinez Arañon       | 1795 - 1800  |                          |
| 27º    | Francisco Gabriel de Olivares y Benito          | 1788 - 1795  |                          |
| 26º    | José Martínez-Palomino y López de Lerena        | 1785 - 1788  |                          |
| 25º    | Francisco Martínez-Polanco y López de Lerena    | 1775 - 1785  |                          |
| 24º    | Juan Manuel Garcia de Vargas y Ribera           | 1769 - 1774  |                          |
| 23º    | Miguel Cilieza y Velasco                        | 1767 - 1768  |                          |
| 22º    | José Vidal de Moctezuma y Tobar                 | 1753 - 1766  |                          |
| 21º    | José Cubero Ramírez de Arellano                 | 1734 - 1752  |                          |
| 20º    | Jacinto Olivera y Pardo                         | 1714 - 1733  |                          |
| 19º    | Juan Bautista Álvarez de Toledo                 | 1708 - 1713  |                          |
| 18º    | Francisco Núñez de la Vega                      | 1682 - 1698  |                          |
| 17º    | Marcos Bravo de la Serna Manrique               | 1674 - 1679  |                          |
| 16º    | Cristóbal Bernardo de Quiros                    | 1670 - 1672  |                          |
| 15º    | Mauro Diego (Marcos) de Tovar y Valle Maldonado | 1652 - 1666  |                          |
| 14º    | Domingo de Villaescusa y Ramírez de Arellano    | 1640 - 1651  |                          |
| 13º    | Cristóbal Pérez Lazarraga y Maneli Viana        | 1639 - 1640  |                          |
| 12º    | Marcos Ramírez de Prado y Ovando                | 1633 - 1639  |                          |
| 11º    | Agustín de Ugarte y Sarabia                     | 1629 - 1630  |                          |
| 10º    | Bernardino de Salazar y Frías                   | 1621 - 1626  |                          |
| 9º     | Juan de Zapata y Sandoval                       | 1613 - 1621  |                          |
| 8º     | Juan Tomás de Blanes                            | 1609 - 1612  |                          |
| 7º     | Juan Pedro González de Mendoza                  | 1607 - 1608  |                          |
| 6º     | Lucas Durán                                     | 1605 - 1607  |                          |
| 5º     | Andrés de Ubilla                                | 1592 - 1603  |                          |
| 4º     | Pedro de Feria (Martín Fernández)               | 1572 - 1588  |                          |
| 3º     | Tomás Casillas                                  | 1551 - 1567  |                          |
| 2º     | Bartolomé de las Casas                          | 1543 - 1550  |                          |
| 1º     | Juan de Arteaga y Avendaño                      | 1539 - 1541  |                          |